# Lucius Calpurnius Bestia (consul in 111 v.Chr.)
Lucius Calpurnius Bestia was tribunus plebis in 121 v.Chr. en consul van Rome in 111 v.Chr.
Als tribunus plebis in 121 v.Chr. slaagde hij erin om Publius Popillius Laenas te laten terugkeren, die was verbannen op instignatie van Gaius Sempronius Gracchus in 123 v.Chr. Dit maakte hem populair bij de optimates, die op dat moment de macht hadden in de senaat. En door hun invloed werd hij meer dan waarschijnlijk tot consul gekozen in 111 v.Chr.
Toen hij werd aangesteld als bevelhebber over de militaire operaties tegen Jugurtha, voerde hij eerst energiek campagne, maar al vlug, nadat hij was zwaar was omgekocht, sloot hij een oneervolle vrede zonder de Senaat te raadplegen. Bij zijn terugkeer te Rome werd hij voor het gerecht gedaagd door Gaius Mamilius Limetanus voor zijn gedrag en veroordeeld in 110 v.Chr., ondanks de inspanningen van Marcus Aemilius Scaurus die, hoewel eerder diens legatus die ook goed verdiend had aan de omkoperij van Jugurtha, een van de rechters (quaesitores) was.
Hij was waarschijnlijk ook de Bestia die de Italici aanmoedigde in hun opstand en in ballingschap ging in 90 v.Chr. om een straf te ontlopen nadat de wet van Quintus Varius was gestemd, die ieder die de Italiaanse bondgenoten in het geheim of openlijk hielp tegen Rome voor het gerecht gebracht werden. Zowel Marcus Tullius Cicero als Sallustius zijn overtuigd van Bestia's kwaliteiten, maar diens liefde voor het geld demoraliseerde hem. Hij wordt ook vermeld in een Carthaagse inscriptie als één van een raad van drie, misschien een landbouwcommissie.

## Antieke bronnen
- Sallustius, Jugurtha.
- Cicero, Brutus XXXIV 128.